# Burcu Yüksel
Burcu Yüksel, nata Ayhan (Osmaniye, 3 maggio 1990), è un'ex altista turca.

## Record nazionali
- Salto in alto: 1,94 m ( Ostrava, 16 luglio 2011)

## Palmarès
| Anno | Manifestazione                    | Sede         | Evento        | Risultato | Prestazione | Note             |
| ---- | --------------------------------- | ------------ | ------------- | --------- | ----------- | ---------------- |
| 2007 | Giochi del Mar Nero               | Trebisonda   | Salto in alto | Oro       | -           |                  |
| 2007 | Europei juniores                  | Hengelo      | Salto in alto | q         | 1,64 m      |                  |
| 2007 | Mondiali allievi                  | Ostrava      | Salto in alto | 14ª       | 1,65 m      |                  |
| 2008 | Mondiali juniores                 | Bydgoszcz    | Salto in alto | 10ª       | 1,78 m      |                  |
| 2009 | Europei juniores                  | Novi Sad     | Salto in alto | Bronzo    | 1,89 m      |                  |
| 2009 | Giochi del Mediterraneo           | Pescara      | Salto in alto | Argento   | 1,89 m      |                  |
| 2010 | Europei                           | Barcellona   | Salto in alto | 9ª        | 1,92 m      |                  |
| 2011 | Campionati balcanici              | Sliven       | Salto in alto | Oro       | 1,86 m      |                  |
| 2011 | Europei under 23                  | Ostrava      | Salto in alto | Bronzo    | 1,94 m      | Record nazionale |
| 2012 | Giochi olimpici                   | Londra       | Salto in alto | 11ª       | 1,89 m      |                  |
| 2012 | Europei                           | Helsinki     | Salto in alto | 6ª        | 1,92 m      |                  |
| 2012 | Campionati balcanici              | Eskişehir    | Salto in alto | Oro       | 1,90 m      |                  |
| 2013 | Universiadi                       | Kazan'       | Salto in alto | 6ª        | 1,87 m      |                  |
| 2013 | Giochi del Mediterraneo           | Mersin       | Salto in alto | Oro       | 1,92 m      |                  |
| 2013 | Mondiali                          | Mosca        | Salto in alto | 19ª (q)   | 1,83 m      |                  |
| 2013 | Campionati balcanici              | Stara Zagora | Salto in alto | 4ª        | 1,84 m      |                  |
| 2013 | Giochi della solidarietà islamica | Palembang    | Salto in alto | Oro       | 1,80 m      |                  |
| 2014 | Europei                           | Zurigo       | Salto in alto | 22ª (q)   | 1,75 m      |                  |
| 2014 | Campionati balcanici              | Pitești      | Salto in alto | Bronzo    | 1,83 m      |                  |
| 2015 | Campionati balcanici              | Pitești      | Salto in alto | 4ª        | 1,83 m      |                  |
| 2016 | Campionati balcanici              | Pitești      | Salto in alto | Bronzo    | 1,85 m      |                  |

## Altre competizioni internazionali
2015
- Argento in Europei a squadre ( Candia) - salto in alto - 1,88 m